# Họ Chìa vôi
Họ Chìa vôi (danh pháp khoa học: Motacillidae) là một họ chứa các loài chim nhỏ trong bộ Sẻ với đuôi từ trung bình tới dài. Chúng bao gồm chìa vôi, chim manh và chim vuốt dài (ở châu Phi).
Các loài chim này có thân hình mảnh dẻ, kiếm thức ăn là các loại sâu bọ trên mặt đất ở các vùng nông thôn. Chúng làm tổ trên mặt đất, đẻ tới 6 trứng vỏ lốm đốm.
Họ này chứa khoảng 60 loài trong 5 chi, với hai chi độc loài, hai chi vừa phải và một chi chứa khoảng hai phần ba số loài.

## Phân loại
Chi Anthuschim manh điển hình
- Anthus antarcticus
- Anthus australis
- Anthus berthelotii
- Anthus bogotensis
- Anthus brachyurus
- Anthus caffer
- Anthus campestris
- Anthus cervinus
- Anthus chacoensis
- Anthus chii

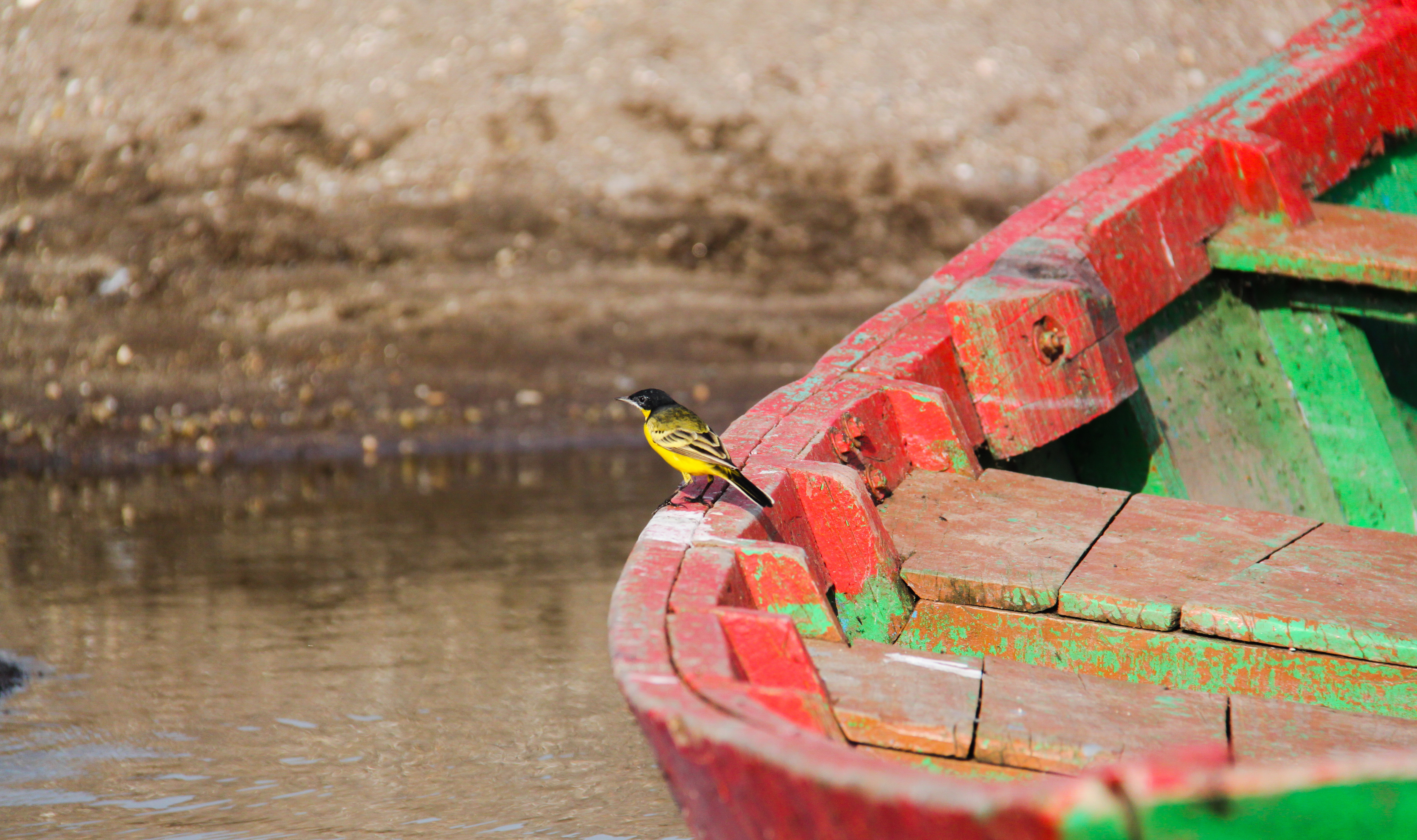
Motacilla flava feldegg

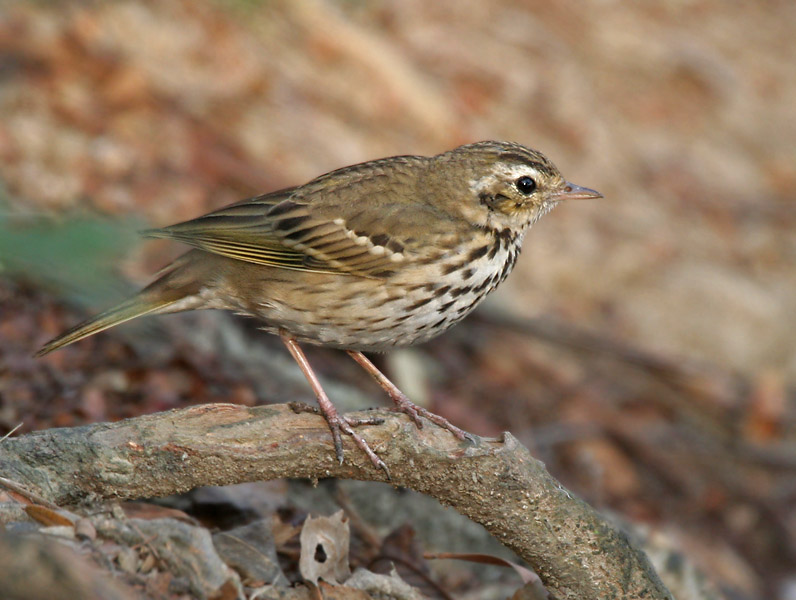
Anthus hodgsoni

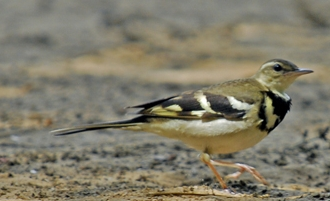
Dendronanthus indicus

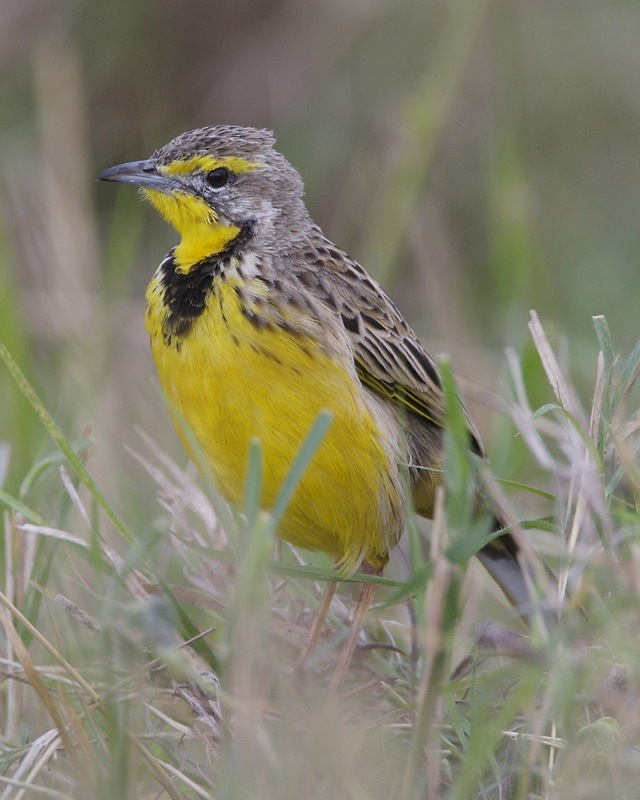
Macronyx croceus

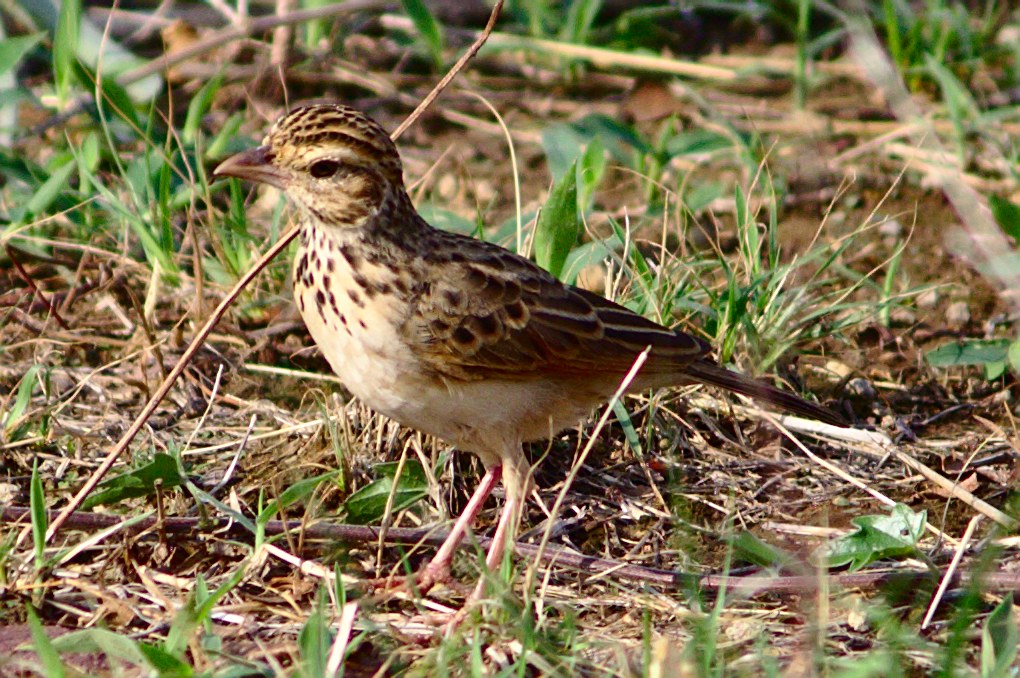
Anthus rufulus

- Anthus chloris - đôi khi được đặt vào chi Hemimacronyx
- Anthus cinnamomeus
- Anthus correndera
- Anthus crenatus
- Anthus furcatus
- Anthus godlewskii
- Anthus gustavi
- Anthus gutturalis
- Anthus hellmayri
- Anthus hodgsoni
- Anthus hoeschi
- Anthus leucophrys
- Anthus lineiventris
- Anthus melindae
- Anthus nattereri
- Anthus nicholsoni
- Anthus nilghiriensis
- Anthus novaeseelandiae
- Anthus nyassae
- Anthus pallidiventris
- Anthus petrosus
- Anthus pratensis
- Anthus richardi
- Anthus roseatus
- Anthus rubescens
- Anthus ruficollis
- Anthus rufulus
- Anthus similis
- Anthus sokokensis
- Anthus spinoletta
- Anthus spragueii
- Anthus sylvanus
- Anthus trivialis
- Anthus vaalensis

Chi DendronanthusKhu vực phân bố: miền đông và nam châu Á. Loài chim di trú.
- Dendronanthus indicus: Chìa vôi rừng

Chi MacronyxVuốt dài. Khu vực phân bố: châu Phi.
- Macronyx ameliae: Vuốt dài ngực hồng
- Macronyx aurantiigula: Vuốt dài Pangani
- Macronyx capensis: Vuốt dài Cape
- Macronyx croceus: Vuốt dài họng vàng
- Macronyx flavicollis: Vuốt dài Abyssinia
- Macronyx fuellebornii: Vuốt dài Fuelleborn
- Macronyx grimwoodi: Vuốt dài Grimwood
- Macronyx sharpei: Vuốt dài Sharpe - đôi khi được đặt vào chi Hemimacronyx

Chi Motacillachìa vôi điển hình
- Motacilla aguimp: Chìa vôi khoang châu Phi
- Motacilla alba: Chìa vôi trắng – có thể cận ngành
  - Motacilla alba yarrellii: Chìa vôi khoang
  - Motacilla alba lugens hay Motacilla lugens: Chìa vôi lưng đen
- Motacilla bocagii
- Motacilla capensis: Chìa vôi Cape
- Motacilla cinerea: Chìa vôi xám hay chìa vôi núi
- Motacilla citreola: Chìa vôi đầu vàng – có thể cận ngành
- Motacilla clara: Chìa vôi núi
- Motacilla flava: Chìa vôi vàng hay chìa vôi đầu lam – có thể cận ngành
- Motacilla flaviventris: Chìa vôi Madagascar
- Motacilla grandis: Chìa vôi Nhật Bản
- Motacilla madaraspatensis: Chìa vôi mày trắng
- Motacilla samveasnae: Chìa vôi Mê Kông
- Motacilla tschutschensis – có thể cận ngành

Chi Tmetothylacus
- Tmetothylacus tenellus: Manh vàng

Tại Việt Nam có các loài của 3 chi Anthus, Dendronanthus, Motacilla.